# Schwere Akute Atemwegsinfektion
Die Schwere Akute Atemwegsinfektion, auch Schwere Akute Respiratorische Infektion (englisch Severe Acute Respiratory Infection; kurz: SARI), ist ein epidemiologischer Sammelbegriff für schwere Atemwegsinfektionen bzw. Infektionskrankheiten wie RSV, Influenza oder COVID-19.
Das Robert Koch-Institut unterhält zur Überwachung der Hospitalisierungsrate dieser Krankheitsgruppe das SARI-Krankenhaus-Sentinel, an dem sich im Jahr 2023 etwa 70 Krankenhäuser in Deutschland beteiligten. Eine kontinuierliche SARI-Surveillance wird vom Europäischen Zentrum für die Prävention und die Kontrolle von Krankheiten (ECDC) und der Weltgesundheitsorganisation (WHO) empfohlen.